# Trzy dni i jedno życie
Trzy dni i jedno życie (fr. Trois jours et une vie) – francusko-belgijski dreszczowiec z 2019 roku w reżyserii Nicolasa Boukhriefa z Pablo Paulym w roli głównej. Adaptacja powieści kryminalnej Pierre'a Lemaitre'a. Zdjęcia kręcono w Olloy-sur-Viroin w belgijskim Regionie Walońskim.

## Premiera
Film miał swoją światową premierę podczas festiwalu filmowego Festival du Film Francophone d'Angoulême 21 sierpnia 2019 roku. Do sal kinowych we Francji wszedł 18 września 2019 roku. Polska premiera internetowa miała miejsce 30 marca 2020 roku.

## Fabuła
Akcja filmu rozgrywa się w Ardenach w czasach współczesnych. Antoine w ciągu jednego dnia traci psa, przyjaciela i wraz z matką przeżywa powódź dewastującą jego miasteczko. Po latach przeżycia te powrócą w związku ze zmianami, jakie zachodzą w jego życiu i całej społeczności.

## Obsada
- Sandrine Bonnaire jako Blanche Courtin
- Charles Berling jako Michel Desmedt
- Pablo Pauly jako Antoine Courtin
- Philippe Torreton jako doktor Dieulafoy
- Margot Bancilhon jako Emilie Desmedt
- Dimitri Storoge jako Gendarme Lambert
- Arben Bajraktaraj jako Andrzej Kowalski
- Pierre Lemaitre jako prokurator[3]

## Nominacje (wybrane)
- MFF w Rzymie (2019)
  - nominacja: Nagroda Marc’Aurelio, udział w konkursie głównym – Nicolas Boukhrief[4]